# SC Dynamo Berlin

Symbol för SC Dynamo Berlin

SC Dynamo Berlin var en sportklubb i Östberlin åren 1954–1991. SC Dynamo Berlin var den största sportklubben inom SV Dynamo. Klubben efterträddes av sportklubben SC Berlin från år 1991.
Under 1980-talet bedrev klubben handboll, friidrott, simning, gymnastik, cykelsport, hastighetsåkning på skridskor, konståkning, ishockey, fäktning, boxning och volleyboll. Klubben hade tidigare även sektioner inom bland annat hästhållning, fotboll och judo. Sektionerna inom hästhållning, modern femkamp och fallskärmshoppning bildade sportklubben SC Dynamo Hoppegarten i Hoppegarten år 1956. Fotbollssektionen separerades från sportklubben och omorganiserades till fotbollsklubben BFC Dynamo år 1966. Judosektionen överfördes till SC Dynamo Hoppegarten samma år. Sektionen i fallskärmshoppning i SC Dynamo Hoppegarten bildade senare fallskärmssportklubben FSC Dynamo Eilenburg år 1988.
SV Dynamo upplöstes efter den fredliga revolutionen. SC Dynamo Berlin bytte namn till 1. Polizei-Sportclub Berlin den 21 mars 1990. Harold Dimke blev president för PSC Berlin. PSC Berlin inkluderade sektioner inom boxning, konståkning, hastighetsåkning på skridskor, fäktning, handboll, judo, friidrott, cykling, rodd, simning, gymnastik, volleyboll och judo. Sektionen i judo togs över från sportklubben SC Dynamo Hoppeparten som en filial till PSC Berlin i Hoppegarten. SC Dynamo Berlins tidigare ishockeysektion blev självständig som ishockeyklubben EHC Dynamo Berlin. Både PSC Berlin och EHC Dynamo Berlin sponsrades av Östtysklands inrikesministerium. EHC Dynamo Berlin bytte senare namn till EHC Eisbären Berlin.
PSC Berlin bytte namn 1. SC Berlin den 23 april 1990. Sportklubben SC Berlin bildades senare som den legala efterträdaren till 1. SC Berlin vid årsskiftet 1990/1991. Flera ytterligare sektioner och lag blev självständiga eller anslöt sig till andra klubbar. Fokus för SC Berlin under de efterföljande åren var simning, konståkning och hastighetsåkning på skridskor. Framgångsrika simmare i klubben under denna period var Steffen Zesner, Daniela Hunger och Ingolf Rasch. Budō-atleter från SC Berlin grundade ett nytt SC Dynamo Hoppegarten år 1996.
SC Berlin hade 2 800 medlemmar år 2021. Klubben har tolv sektioner inom olika sporter och har fortsatt att producera flera olympiska idrottare för Tyskland. Sportklubben är fortfarande baserad i idrottskomplexet Sportforum Hohenschönhausen i stadsdelen Alt-Hohenschönhausen i stadsdelsområdet Lichtenberg i Berlin.